# امیرداغ
امیرداغ (به ترکی استانبولی: Emirdağ) شهری است در کشور ترکیه که در استان افیون قره‌حصار واقع شده‌است. جمعیت این شهر بر اساس سرشماری سال ۲۰۰۸ میلادی ۲۰٬۵۳۱ نفر و بر اساس برآوردهای سال ۲۰۰۹ میلادی ۱۹٬۱۶۴ نفر می‌باشد.